# Bauen und Wohnen in alter Umgebung

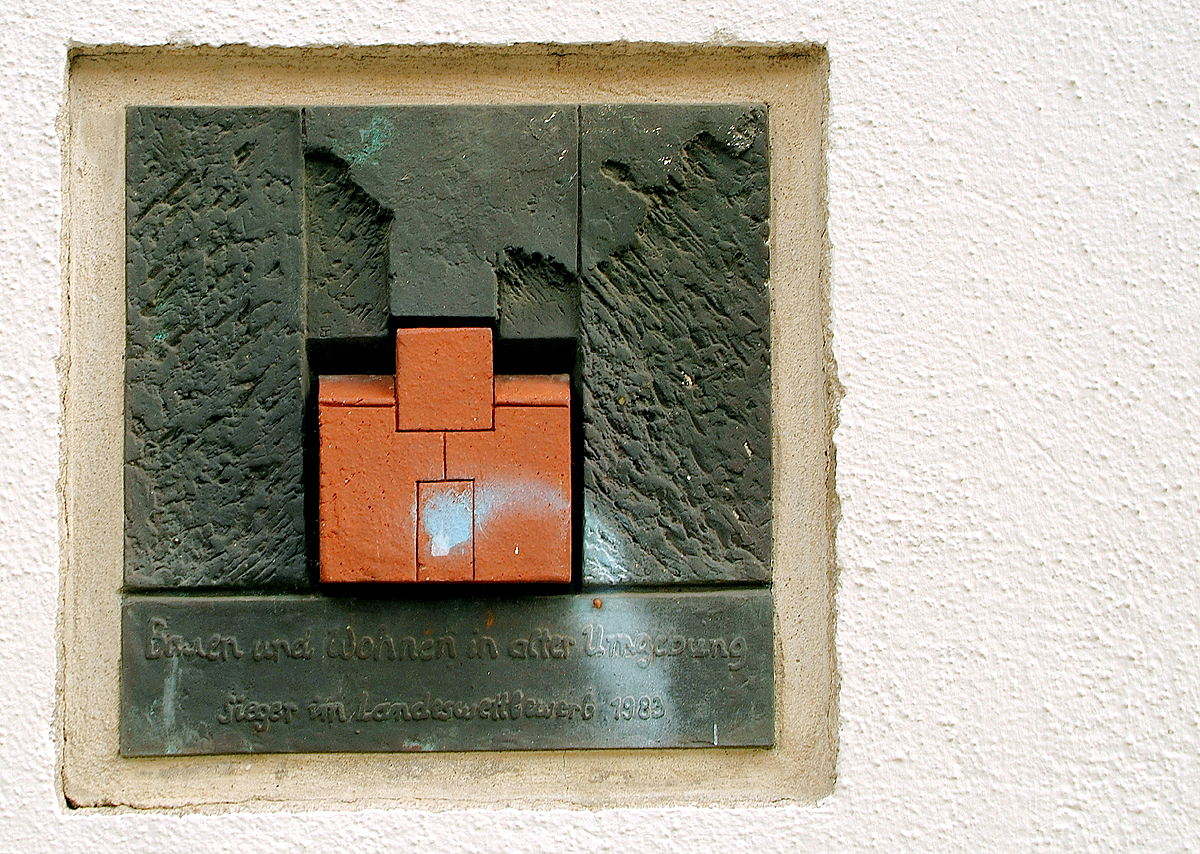
Terrakotta-Installation „Bauen und Wohnen in alter Umgebung, Sieger im Landeswettbewerb 1983“; an der Wohngebäudegruppe Viktoriastraße 23–25 in Hannover, Stadtteil Linden-Nord

Bauen und Wohnen in alter Umgebung war der Titel eines Architektenwettbewerbes in verschiedenen deutschen Bundesländern seit 1983. Inhalt der Landeswettbewerbe war der Neubau von Wohnungen zumeist innerhalb erhaltener historischer Bausubstanz

## Preisträger (unvollständig)

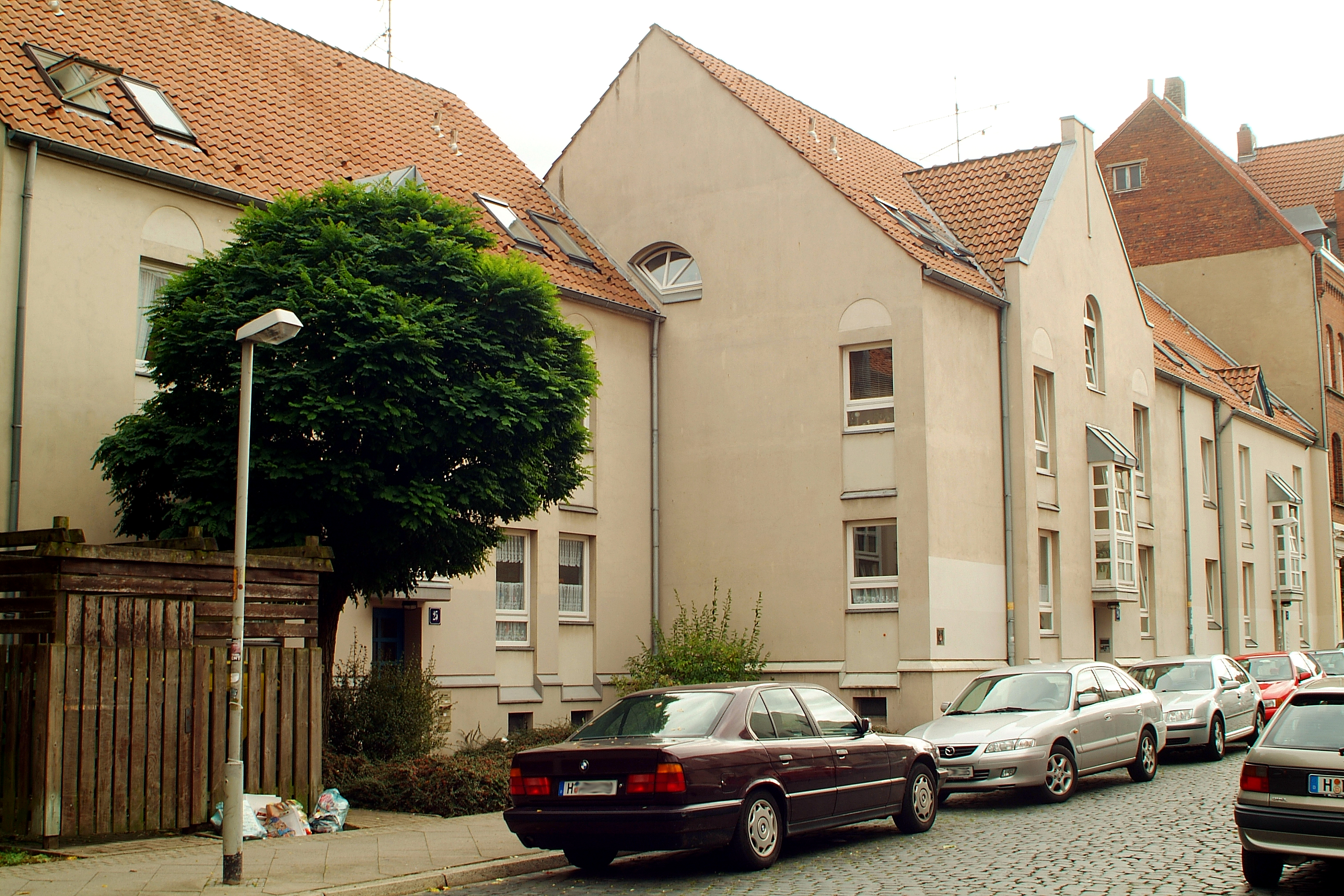
Wohngebäude Viktoriastraße 23–25 in Hannover

### 1983
- in Niedersachsen: Wohngruppe Viktoriastraße 23–25 in Hannover, Stadtteil Linden-Nord[2]